# Vandellia stictantha
Vandellia stictantha är en tvåhjärtbladig växtart som först beskrevs av William Philip Hiern, och fick sitt nu gällande namn av Fischer, Schäferhoff och Müller. Vandellia stictantha ingår i släktet Vandellia och familjen Linderniaceae. Inga underarter finns listade i Catalogue of Life.